# Святий Вечір

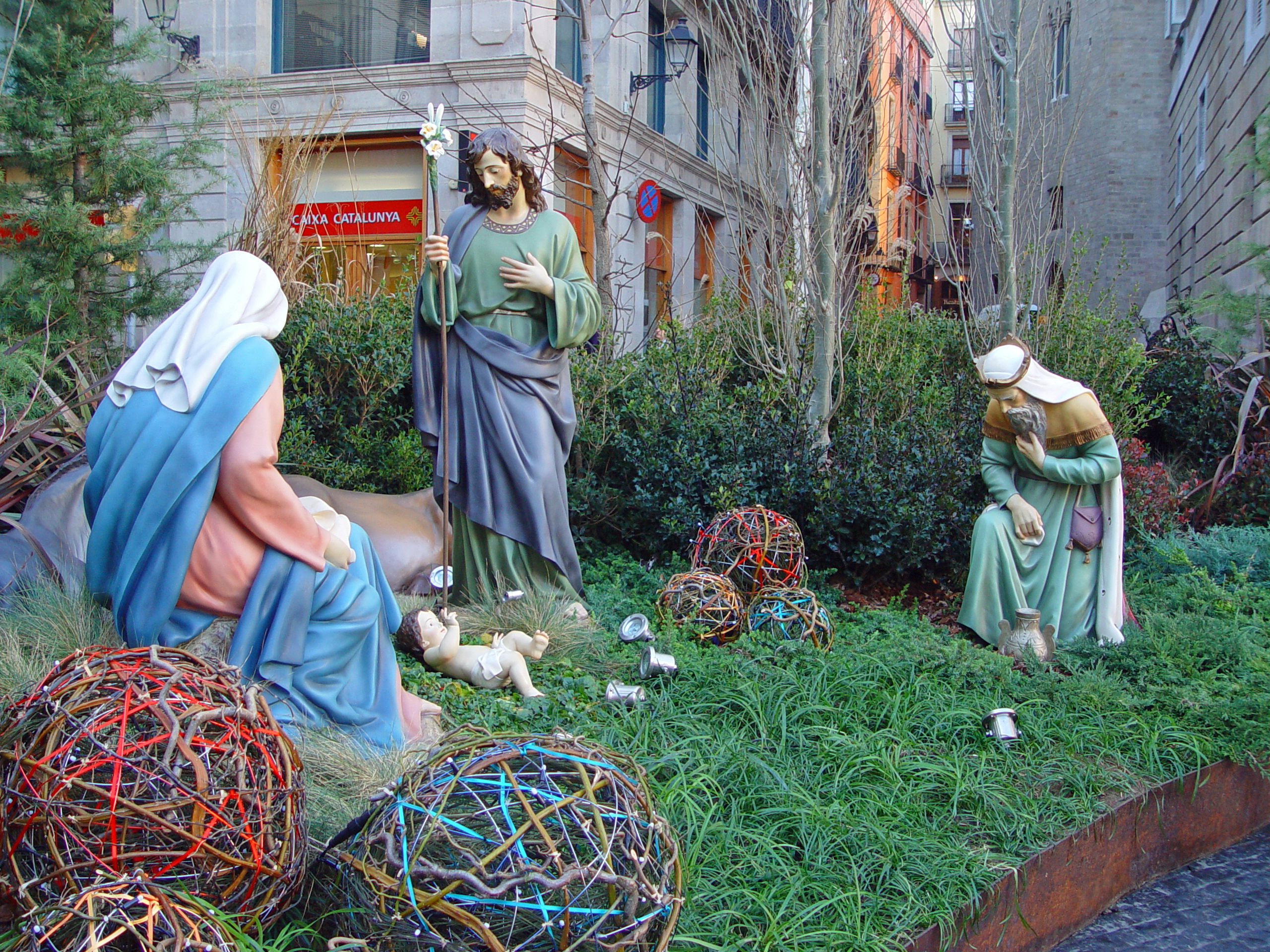
Шопка — атрибут християнського Святвечора

Святи́й ве́чір (також Святве́чір, Бага́та кутя́, Вілія, Віґі́лія) — одне з найурочистіших християнських свят, яке відзначається ввечері напередодні Різдва Христового. Дата святкування різними церквами залежить від дати святкування Різдва. Західні й східні церкви, які використовують григоріанський і новоюліанський календар, відзначають Святий Вечір 24 грудня, а східні церкви, які використовують юліанський календар, — 6 січня.
Так званий Другий Святий вечір відзначають напередодні свята Хрещення Господнього — 5 січня, а частина християн, які використовують юліанський календар, — 18 січня.
Вірменська апостольська церква відзначає Різдво Христове в той самий день, що і Богоявлення — 6 січня за григоріанським календарем, відповідно Святий вечір — 5 січня.

## Страви
Зі Святвечором пов'язаний обряд приготування першої куті. Її називали багатою, оскільки, крім куті, готували ще одинадцять пісних страв, серед яких обов'язково мали бути борщ, риба, гриби, вареники з квасолею й капустою, картопля, узвар. Страви мають бути пісними, тому що Святвечір припадає на останній день Пилипівського посту.
На Святвечорі перед Різдвом обов'язково повинна бути риба, бо вважалося, що риба — одухотворена чародійна страва. Вона ніби з'єднує старосвітські часи з теперішніми, тобто була основним продуктом харчування первісного господаря і сприяла нинішньому, віддавала себе в жертву людям.
У західних регіонах України на Святвечір вареники роблять із багатьма начинками. Найчастіше — з тушкованою квашеною капустою, з капустою й грибами, з картоплею й грибами, з квасолею, а також подекуди з тертим маком і фруктами (вишнями, свіжими яблуками, чорносливом). В окремих районах у вареники заліплюють перемелений маринований оселедець, приправлений сухарями, пасерованою цибулею й спеціями. Такі вареники називають «креплики» чи «краплики» й уважають окремою стравою. «Солодкі вареники» заліплюють інакше, ніж інші — фігурно: «віночком», рубчиками, зубчиками, «ріжками».
Кутю традиційно готували з пшеничних або ячмінних зерен (на півдні України — з рису). Перед тим їх вимочували у воді, товкли в ступці, сушили й знову товкли, щоб остаточно звільнити від луски.
Червоний кут (покуть), де тримають кубельце з кутею й узваром, у народі ще називають «яслами». Власне, кутя з узваром є своєрідним символом смерти Христа, тому на поминках обов'язково готують цю страву; її ще називають «четвертою страшною кутею».

## Обряд вечері
За католицькою традицією ввечері напередодні Різдва Христового, тобто на Святий вечір, родина сідає до столу й споживає так звану Вігілійну вечерю. Така вечеря має бути пісною, абсолютно виключене вживання алкогольних напоїв. Починається Свята вечеря з молитви й читання уривка з 2 розділу Євангелія від Луки, а саме, віршів із 1 до 20, де описується народження Спасителя. Під час цієї особливої вечері члени родини на знак миру і єдности діляться одне з одним шматочком прісного хліба, який називається «облатка». Тут є приклад єдности між Заходом і Сходом: так, католики латинського обряду споживають, діляться одне з одним під час Святої вечері хлібом, а греко-католики й православні ― кутею. На знак своєї радости люди співають колядки. Після закінчення Святої вечері родина йде до церкви на врочисту Вігілійну чи Надвечірню Святу Месу. За традицією, ця Божа Служба має відправлятися рівно опівночі, на ній служать усі священники парафії. Це є Служба пастирів — віряни, так само як і вифлеємські пастирі, приходять цієї ночі до убогої стайні, у якій народився світові Спаситель.
У давнину в українських хатах напередодні Різдва Христового мастили глиною хатню долівку, заносили оберемок сіна й стелили його під столом. Воно мало пролежати там до Водохреща. Добрим знаком було, якщо на ньому переспав пес або кіт. У західних областях України до хати вносили плуга чи ярмо, столярські причандалля, а в інших — випікали тістечка у формі господарського реманенту чи збруї, обрядовий хліб «Василі», який також клали на покуть.
Щойно на небосхилі з'являлася перша передвечірня зірка, усією родиною сідали за, як казали, багатий стіл. Він справді був багатим — з дванадцяти різноманітних пісних страв, а звідси й назва «багата кутя» чи «багатий Святвечір».
Першим, як і годилося, займав місце за столом господар, а за ним інші члени родини. Під час святкової вечері намагалися не виходити з-за столу, розмовляти тихцем. Уставши, глава сімейства пропонував пом'янути покійників і запросити їх до Святої вечері. Уважалося, що саме в цей час усі близькі й далекі члени родини мають прийти до оселі, а відтак звільняли для них місця на лавах, ліжках, стільчиках, ставили страви й клали ложки. Слідом за господарем усі присутні виголошували молитву. Поетично-зворушливі слова були звернені до тих, хто «заблукав у лісі, утопився в морі чи не повернувся з далекої дороги».
Обряд поминання померлих присутній у всіх регіонах. В одних випадках цим дійством починали вечерю, в інших — робили це наприкінці. Господар поіменно називав імена небіжчиків, приказуючи: «Хто вмер, той у ямі, а хто живий, той із нами» чи «Царство їм небесне, хай легенько лежиться, а нам легко живеться!». Тоді, залишивши трохи куті в мисці, клали в неї чи поруч ложки, а вдосвіта на Різдво дивилися, чи не перевернулася чиясь; це означало, що власник такої ложки «скоро піде з цього світу».
Наступну молитву виголошували нині сущим — усім членам родини, їм зичили здоров'я й щастя, бажали, щоб гуртом і в злагоді дочекатися наступного Різдва. Після цього господар брав свічку й миску з кутею і, поклонившись до чотирьох кутів, передавав страву дружині. Перед тим, як почати їсти, старійшина, зачерпнувши ложкою куті, підкидав її до стелі — на «приплід». Усі стежили, скільки прилипне зернин, ото стільки з'явиться в новому році ягняток та іншої живности. Друга порція призначалася врожаєві зернових, третя завбачувала кількість роїв, адже традиційно в кожному господарстві тримали бджоли. Після цього починали вечеряти.
На Чернігівщині перед тим, як почати вечеряти, господар брав першу ложку куті в рот і, не ковтаючи її, виходив надвір подивитися на нічне небо: якщо воно зоряне — наступного року добре вестиметься всяка птиця. Лишень після цього починали вечеряти. Кожен із присутніх, з'ївши три ложки куті, мав посмакувати всі страви, а завершити трапезу ще раз кутею й узваром.

## Обряди, пов'язані з кутею
Кутя вважалася основною обрядовою їжею, а тому з нею пов'язано чимало обрядодій. Вийнявши горщик зі звареною кутею, дивилися: якщо зерна піднялися через вінця — на добробут, а запали — то лихе передвістя. До звареного зерна додавали меду, звідси відоме прислів'я: «Не передай куті меду». В інших регіонах заправляли товченим маком, волоськими горіхами, родзинками й іншими приправами. У деяких регіонах кутю розводили узваром. На особливу увагу заслуговує обряд «Нести кутю на покуттю», адже вона неодмінно має стояти в новому горщику протягом усіх свят. В одних регіонах це мав робити наймолодший хлопчик у родині. Напередодні батько виплітав йому нові вовняні рукавички; зодягши їх, підліток брав горщика і, несучи його, декламував: «Несу кутю на покуттю, на зелене сіно, щоб бджоли (чи курчата) сіли».
На півдні України зазвичай кутю несла господиня, перед тим наказавши всім присутнім сісти й супроводжувати дію звуками квочки («кво-кво»); коли ж ставила узвар, то просила всіх встати й кудкудакати («кудкудак-кудкудак»). Це для того, щоб гарно неслися кури й виводили курчат. Деінде садовили на покуті дітей, і ті гуртом відтворювали пташині звуки. На Чернігівщині господиня імітувала ці звуки тоді, як подавала їсти кутю.
Здебільшого відносив на покуть кутю хтось із чоловічої статі. Але на Черкащині перевагу віддавали жінкам. Господиня, несучи горщик, казала: «Кутю на покутю, узвар — на базар, а пироги — на торги: кво-кво…»; діти ж услід підтакували: «Цяп-цяп…». Прилаштувавши горщик, підходила до малят і, поскубуючи їх за чубчики, приказувала: «Чуб-чуб…» — це для того, щоб курчата були чубатими.
На місці, де мала стояти кутя — на покутті — робили кубло з сіна. У нього й ставили горщик, прикривши хлібом із дрібкою солі. Після закінчення свят частину сіна віддавали тваринам, а решту тримали для кубел, де мали нестися кури чи висиджуватися курчата. На Слобожанщині з цього сіна готували купіль для немовлят.

## Відвідування родичів
Після вечері діти мали віднести обрядову їжу своїм хрещеним і бабам-пупорізкам. Щоправда, на Херсонщині робили це перед вечерею. Матері клали на тарілку книш або калач, і діти, зайшовши до хати, казали: «Добрий вечір! Мама й тато прислали вам хліб, сіль і вечерю…».
Хрещені (навідати їх було за священний обов'язок) забирали принесену вечерю й в замін давали свою; а дітей обдаровували горіхами, цукерками чи грішми. Якщо хтось за вечерею ненароком чхнув, що вважалося доброю прикметою, то господар символічно «дарував» шмат землі чи якусь тварину, а коли подавився, то це віщувало сумну вістку. Після вечері господиня мила посуд, а воду зливала в карафку, щоб нею напровесні скропити молодий приплід, переважно курчат або качат, яких уперше випускали надвір.

## Передріздвяні обряди та звичаї
Не менш цікаві передріздвяні обряди побутували в Карпатах і на Закарпатті. Крім куті, тут пекли спеціальний обрядовий хліб — «карачун», «крачун», «хлібець». В одних місцях його готували ввечері, в інших — у ніч перед Різдвом, супроводжуючи цікавими обрядодіями. Скажімо, гуцули робили це так: жінка, щоб спекти крачуна, одягалася в гуню і натягала рукавицю, бо «гола рука — це бідність, а крачун — символ достатку». Хоч обрядовий хліб і супроводжував усі свята, символізуючи зимове сонцестояння, але вживали його тільки після Василя.
На Закарпатті обрядовий хліб пекли з пшеничного борошна. Перед тим, як його вчинити та посадити в піч, ґаздиня виганяла всіх з оселі і замикалася. Якщо в родині була відданиця, то змащувала обличчя медом, потім змивала його, а воду зливала в пляшечку, додавши трохи її в тісто. Коли саджала в піч готове тісто, то казала: «Як цей мід пече в крачуні, так би тобі (ім'я хлопця) пекло серце за мною». Вважалося, якщо цю воду підлити юнакові, то він неодмінно вподобає дівчину.
Напередодні Різдва батько з сином йшли до току з веретою, нав'язували в неї соломи і заготовляли два снопки — один, щоб розіслати на столі, а другий правував за дідуха. Потім йшли до річки, вмивалися річковою водою, змочували з трьох сторін крачуна і, прихопивши з собою солому та снопи, йшли до хати. Почувши стук у сінях, господиня запитувала: «Хто там дуркоче?» — «Святий Дух з калачами та зі свяченою водою,— відказував ґазда і, переступивши поріг, оповіщав: — Щедрий і добрий вам вечір!».
Дружина, розіславши біля порога якусь одежину (на голу долівку не годилося ступати), відповідала: «Дай, Боже!». Натомість господар кидав крачуна до столу, а ґаздиня, упіймавши його, кидала назад. Якщо хлібець упав долі, то дивилися, чи «не догори, бо це на лихий рік». Подібну обрядодію робили і на щедру кутю.
Після цього батько з сином розстеляли куля на столі, прикритому святковою скатертиною, а дідуха ставили на покуть. Солому клали на лави і долівку. Дорослі члени родини тим часом робили перевесла і перев'язували ними попереки, щоб «під час жнив не боліла спина».
Такий звичай побутував на рівнинному Закарпатті. Гуцули ж святвечерювали трохи інакше. Напередодні багатої куті господар разом із сином (а коли не було, то з дружиною, яка одягала чоловічу шапку) тричі за сонцем обходили оселю, тримаючи в руках хліб і тарілку, на якій було по ложці меду й куті, а також жаринки, ладан і свічка. Потім заходили у хлів, робили на одвірках і між рогами тварин хрестики та проголошували заклинання.
Міцно позамикавши двері, обсипали довкола маком «од відьом», а біля порога клали зубок часнику та сокиру «від вовків». Лишень після цього заходили в хату з «колядником» — обрядовим снопом. Мешканці Карпат намагалися завести в світлицю й полазників — ягнятко або телятко й нагодувати його. Подекуди влаштовували символічний обряд частування диких звірів.

### Ворожіння на Святвечір
Не менш поетичними були й ворожіння та заклинання. Скажімо, хлопець, який не хотів, аби до його дівчини засилали сватів інші парубки, йшов увечері до млина, брав три скіпки зі шлюзів, які перетинали лотоку, загортав їх у ганчірку і таємно втикав у одвірок нареченої, приказуючи: «Як сеся застава не пущає воду на лотоки, так би (ім'я дівчини) не пускала сватів, окрім моїх».
Дівчата, відповідно, йшли до ополонки, роздягалися і, скропившись водою, нашіптували: «Як сеся вода біжит, так би за мнов бігали сватачі!». А вдома розплітали волосся, брали в руки хліб і, тричі обійшовши оселю, дивились у вікно, де «має показатися доля». Подекуди дівчата вмивали обличчя калиновим соком, щоб завжди було рум'яним.
З багатим Святвечором пов'язано чимало повір'їв. Господарі готували для взуття нові солом'яні вустилки, які носили до свята Василія, потім перевертали їх на другий бік, а після Водохреща ними підкурювали хворих корів. На Лівобережній Україні хлопці та дівчата робили для правого чобота вустилки з сіна, що лежало на покуті, а напередодні Нового року вустилку клали під подушку, приповідаючи: «Хто мені судиться, той сю ніч присниться».
Крім того, дівчата мили посуд і виносили його на вулицю, постукуючи в миски; звідки відізветься пес, туди піде заміж. Потім підходили до вікон сусідів: якщо чули слово «сядь» — не пощастить вийти заміж, а коли «йди» — в цьому році прийдуть свати. Якщо дівчина хотіла побратися з хлопцем, то підходила до хліва і слухала, як поводять себе свині: тихо сплять — в родині буде лад, а коли кричать — будуть часті сварки.
Ворожили і в такий спосіб. Дівчата, пов'язавши вузлами хустини, клали їх у ночви й імітували руками, начебто палають збіжжя — чиї хустки випали на долівку, ті дівчата вийдуть заміж. Тоді розкладали на столі різні речі (сокиру, ножиці, чарку, гроші тощо) і з зав'язаними очима почергово підходили: до якої речі доторкнулася, таким на вдачу буде майбутній чоловік.
Окрім молоді, ворожили й старші люди, їх переважно турбувало, скільки кому жити. Ставши між лампадкою і свічкою, дивилися, чи буде подвійна тінь; якщо тільки одна, то це на швидку смерть. Діти в цей час вдосталь гралися на розстеленій долі соломі, відтворюючи звуки домашньої птиці чи сценки збирання грибів у лісі. Щоб діти не плакали («бо будуть цілий рік каверзувати»), їм давали гризти горіхи, аби «не боліли зуби». Проте суворо забороняли їсти на дворі, бо «птиця постійно клюватиме зерно в посівах». Цього дня намагалися не ходити на позички, щоб «не жебракувати цілий рік».

### Прогнозування
- На багату кутю зоряне небо — кури добре нестимуться і вродить горох.
- Місячна ніч — врожай на баштани.
- Ожеледь на деревах — вродять горіхи й садовина.
- Сніг іде — врожай на яблука.
- Іній або сніг — на мокре літо і дорід зернових.
- Дивляться після вечері у вікно: якщо чисте й зоряне небо, то буде сухе й урожайне літо.
- З кубельця витягали соломину: якщо довга, то рік буде врожайним, а коротка — на недорід.
- Повечерявши, зв'язували ложки житнім перевеслом, щоб «не губилися в череді корови».